# Dolo (département)
Pour les articles homonymes, voir Dolo (homonymie).
Dolo est un département et une commune rurale du Burkina Faso, situé dans la province du Bougouriba et la région du Sud-Ouest. En 2012, le département comptait 8 431 habitants.

## Villages
Le département comprend un village chef-lieu (populations actualisées en 2012) :
- Dolo (3 115 habitants)

et 13 autres villages :
- Békoro (457 habitants)
- Bohéro (204 habitants)
- Diagnon (264 habitants)
- Dolindia (258 habitants)
- Goumpologo (300 habitants)
- Héllélé (390 habitants)
- Milkpo (706 habitants)
- Nicéo (1 539 habitants)
- Nouvielgane (145 habitants)
- Olbontouné (312 habitants)
- Saptan (346 habitants)
- Soussoubro (232 habitants)
- Tinkiro-Lobi (163 habitants)